# Ignaz Ludwig
Ignaz Ludwig (1901 – ?) osztrák válogatott labdarúgó.

## Mérkőzései az osztrák válogatottban
| #  | Dátum           | Ellenfél     | Eredmény | Kiírás              | Esemény |
| -- | --------------- | ------------ | -------- | ------------------- | ------- |
| 1. | 1924. május 4.  | Magyarország | 2 – 2    | barátságos mérkőzés |         |
| 2. | 1924. május 20. | Románia      | 4 – 1    | barátságos mérkőzés |         |
| 3. | 1926. május 2.  | Magyarország | 3 – 0    | barátságos mérkőzés | 44'     |